# Кейн, Сара
Сара Кейн (англ. Sarah Kane; 3 февраля 1971, Брентвуд, Эссекс, Великобритания — 20 февраля 1999, Лондон, Великобритания) — британский драматург и сценаристка. Наиболее известна своими пьесами, которые касаются темы искупительной любви, сексуального желания, боли, пыток, как физических, так и психологических, а также сумасшествия и смерти. Её работы характеризуются поэтической напряжённостью, урезанным языком и исследованием театральных форм. В её ранних произведениях использовались экстремальные и насильственные сценические действия.
Как сама Кейн, так и исследователи её творчества, такие как Грэм Сондерс, видят источники её манеры в ренессансной драме якобитского периода и в экспрессионистском театре. Критик Алекс Сирз рассматривал пьесы Кейн как типичное проявление характерных для британской драматургии 1990-х вызывающего, шокирующего стиля и соответствующей тематики. Опубликованы пять пьес Сары Кейн и две её статьи в газете The Guardian, ей также принадлежит короткометражный фильм.

## Биография
Сара Кейн родилась 3 февраля 1971 года в глубоко религиозной семье евангелистов в Брентвуде, графство Эссекс. После окончания школы Shenfield High School Сара поступила в Бристольский университет, где изучала драматургию. Окончив университет в 1992 году, поступила в аспирантуру Бирмингемского университета, где обучалась на курсе знаменитого британского драматурга Дэвида Эдгара. После окончания обучения она сотрудничала с театром Paines Plough, для которого писала пьесы и где в 1998 году была штатным драматургом. Также сотрудничала с лондонским театром «Буш».
На протяжении ряда лет Сара Кейн страдала маниакально-депрессивным психозом и несколько раз добровольно проходила курс лечения в психиатрической клинике Maudsley Hospital в Лондоне. В 1999 году она поступила в психиатрическую больницу King’s College Hospital в центре Лондона, где в состоянии глубокой депрессии покончила с собой, повесившись на шнурках в ванной.

## Творчество
Сара Кейн изначально хотела стать поэтом, но позже решила, что не может передать свои мысли и чувства через поэзию. Она писала, что её привлекала сцена, потому что «театр не имеет памяти, что делает его самым экзистенциальным из искусств... Я продолжаю возвращаться в надежде, что кто-то в затемнённой комнате где-то покажет мне образ, который сжигает себя в моем уме».
Первая пьеса Сары Кейн, «Подорванные» (1995), оказалась в центре крупнейшего театрального скандала  в Лондоне со времен сцены забивания ребёнка камнями в пьесе Эдварда Бонда. Театральные критики обрушились на Сару Кейн, назвав дебютную работу молодой писательницы «отвратительной» и сравнив просмотр постановки с «окунанием головы в помойное ведро».
В дальнейшем Сара Кейн написала сценарий к короткометражному фильму «Skin» (1995), а после приступила к написанию пьесы «Любовь Федры» (1996), которую назвала «моя комедия».
Премьера её третьей пьесы «Чистые» (1998), состоялась в театре «Duke of York's Theatre» в апреле 1998 года, режиссёром выступил Джеймс Макдональд. В то время это была самая дорогая постановка в истории королевского двора. Кейн написала пьесу, прочитав утверждение Ролана Барта о том, что «быть влюблённым — это как быть в Освенциме».
Изменение в мнении критиков произошло с четвёртой пьесой Кейн «Желание» (1998), режиссёром которой была Вики Фезерстоун и которую представил Пейнс Плуг в театре Traverse Theatre в 1998 году в Эдинбурге. Эта пьеса была написана под псевдонимом Мари Кельведон (Мари было её вторым именем), отчасти потому, что эта идея забавляла Сару, но также и для того, чтобы пьесу на пьесу не оказывала влияния репутация её автора. «Желание» знаменует собой разрыв со сценическим насилием предыдущих работ Сары и переход к более свободному, иногда лирическому стилю письма,  вдохновлённому чтением Библии и Т. С. Элиота. В то время Кейн считала её «самой отчаянной» из пьес, написанных ею, когда она потеряла веру в любовь.
Её последняя пьеса, «Психоз 4.48» (1999) была завершена незадолго до её смерти и была поставлена в 2000 году в королевском дворе режиссёром Джеймсом Макдональдом. Это самая короткая и фрагментарная театральная работа Кейн, она обходится без сюжета и характера, в ней нет никаких указаний на то, сколько актёров должны были играть в пьесе. Она была написана в то время, когда Кейн страдала от тяжелой депрессии, и была описана её коллегой, драматургом и другом Дэвидом Грейгом как имеющая своим предметом «психотический ум». По словам Грейга, название происходит от времени — 4:48 утра — когда Кейн, находясь в депрессивном состоянии, часто просыпалась по утрам.
Среди драматургов, оказавших на творчество Сары Кейн заметное влияние, были Эдвард Бонд, а также Георг Бюхнер, Антонен Арто и Сэмюэл Беккет, яркие представители модного в Великобритании стиля «прямо в лицо» — «in-yer-face-theater». Пьесы Сары Кейн пользуются большой популярностью у современных режиссёров разных стран.

## Критика и наследие
Хотя пьесы Сары Кейн никогда не ставились для большой аудитории в Великобритании и поначалу были негативно оценены газетной критикой, они получили широкое распространение в Европе, Австралии и Южной Америке. В 2005 году театральный режиссёр Доминик Дромгул написал, что Кейн была «без сомнения, самым интересным новым писателем на международной арене».
Гарольд Пинтер не удивился, узнав о самоубийстве: «Она много говорила об этом. Говорила, что ей уготовано, я отвечал: "Да ладно! Ради бога!" Я помню строчку из [её пьесы] "Жаждать": "Смерть — мой любовник, и он хочет съехаться". Неплохая фраза, не правда ли? Она так глубоко переживала бесчеловечность в отношениях. Думаю, именно это в конце концов и сгубило её. Она не вынесла». Пинтер выступал на открытии мемориала и произнес только три слова: «Она была поэтом».
Её коллега драматург Марк Равенхилл сказал, что её пьесы «почти наверняка достигли канонического статуса». В какой-то момент в Германии было 17 одновременных постановок её пьес. В ноябре 2010 года театральный критик Бен Брентли в The New York Times назвал «потрясающей» постановку «Подорванных», осуществлённую двумя годами ранее в Сохо и ставшую «одной из самых важных нью-йоркских премьер десятилетия». Драматург Роберт Аскинс, номинант премии «Тони» 2015 года, назвал Сару Кейн своим главным вдохновителем.

### Пьесы
- Подорванные[англ.] (1995)
- Любовь Федры[англ.] (1996)
- Чистые[англ.] (1998)
- Жаждать[англ.] (1998)
- Психоз 4.48 (1999)

### Сценарии
- Skin (1995)